# Le Candélabre à sept branches
Le Candélabre à sept branches, opus 315, est un cycle de sept pièces brèves pour piano de Darius Milhaud. Composé en 1951, ce recueil évoque les fêtes de la religion juive.

## Histoire
Darius Milhaud compose Le Candélabre à sept branches à Paris entre le 20 et le 28 décembre 1951,.
Dédiée à « M.M. » (soit Madeleine Milhaud, l'épouse du compositeur), l'œuvre est créée par Frank Pelleg au Festival d'Ein Gev (Israël) le 10 avril 1952,,.

## Structure
Le Candélabre à sept branches, d'une durée moyenne d'exécution de dix minutes environ, est constitué de sept mouvements,, :
1. Premier jour de l'an ;
2. Jour de pénitence ;
3. Fête des cabanes ;
4. La résistance des Macchabées ;
5. Fête de la reine Esther ;
6. Fête de la Pâque ;
7. Fête de la Pentecôte.

Pour la musicologue Adélaïde de Place, « les accents de cette musique sont à la fois sombres et colorés, chauds, intimes et profonds ».
Pour Paul Collaer, ce sont des pièces « robustes, affirmatives, dépourvues de toute allusion folklorique ou pittoresque. Elles expriment l'essence spirituelle de ces fêtes, leur signification affective non seulement pour l'auteur, mais pour l'ensemble du peuple juif et, par-delà, pour tous les hommes. Il se dégage de ce cycle un sentiment de force sans ostentation, une ferveur dont la vérité s'impose ».
La partition est publiée par I.M.P. (Israeli Music Publications),, en 1952,. Dans le catalogue des œuvres de Darius Milhaud, Le Candélabre à sept branches porte le numéro d'opus 315,.